# 朱譽榮
岷康王朱譽榮（1496年—1552年），明朝第六代岷王，靖王朱彥汰的嫡第一子。嘉靖二十五年（1546年）襲封岷王。他在位六年。嘉靖三十一年（1552年）朱譽榮去世，三年後其子朱定燿就嗣位。

## 家庭

### 妻
- 颜氏，东城兵马司副指挥颜兖女，正德十年（1515年）九月为岷世子妃

### 子
1. 朱定煊
2. 岷憲王	朱定燿
3. 綏寧王 朱定灮
4. （夭折）
5. （夭折）
6. 南漳王 朱定燑
7. 祁陽王 朱定𤐌
8. 廣濟王 朱定㸁

| 前任者： 父靖王朱彥汰 | 明岷國國王 1546年－1552年 | 繼任： 子憲王朱定燿 |